# هیده‌نوری شوجی
هیده‌نوری شوجی (انگلیسی: Hidenori Shoji؛ زادهٔ ۷ ژانویهٔ ۱۹۷۵) مهندس، و آهنگساز اهل ژاپن است. وی از سال ۱۹۹۶ میلادی تاکنون مشغول فعالیت بوده‌است.